# كبلر-445d
كيبلر 445 دي (بالإنجليزية: Kepler-445d)‏ هو كوكب خارج المجموعة الشمسية، في كوكبة الدجاجة (كوكبة).

## الاكتشاف
اكتشف في 2015.